# パット・ミレティッチ

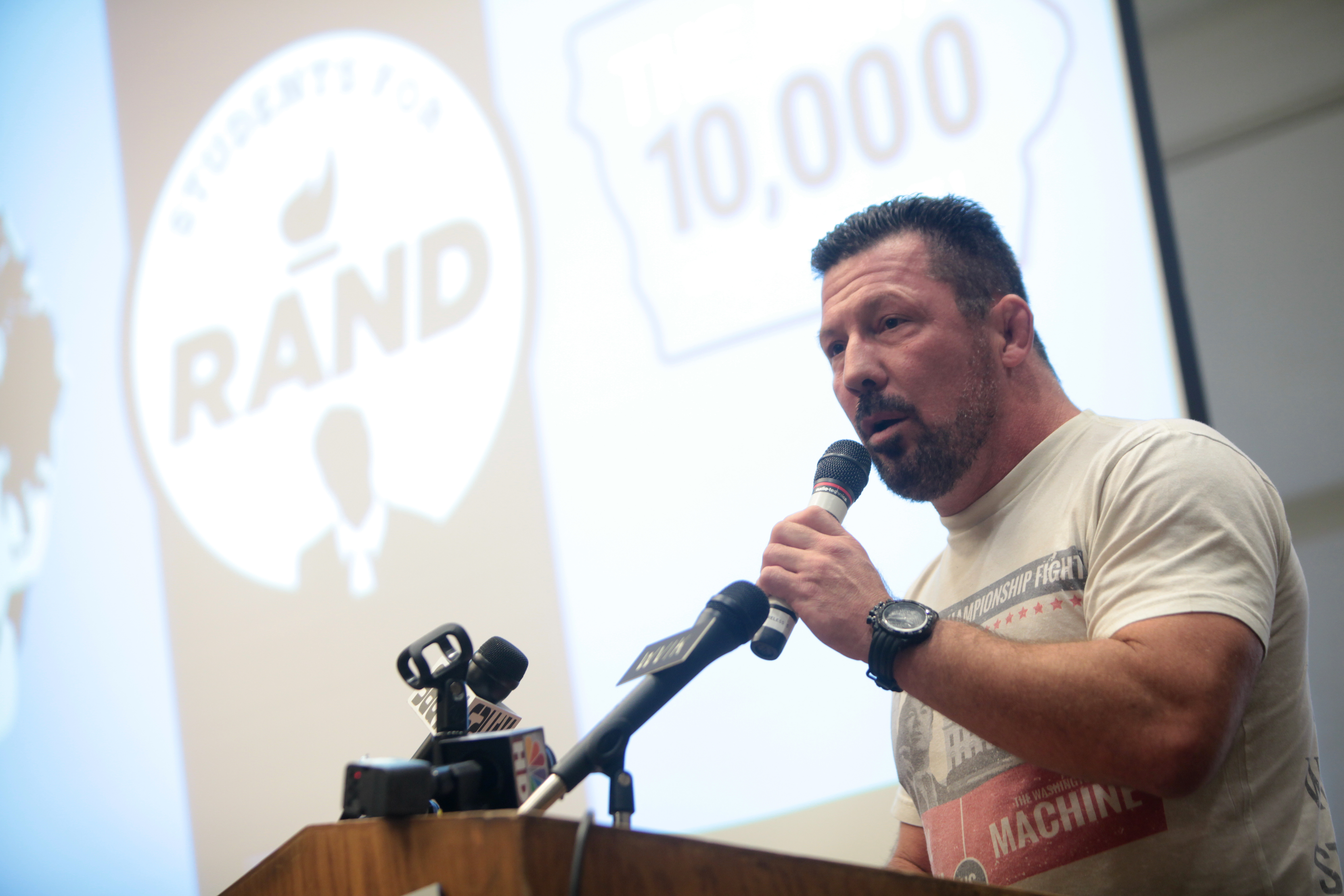
大学で講演するミレティッチ

パット・ミレティッチ（Pat Miletich、1968年3月9日 - ）は、アメリカ合衆国アイオワ州ダベンポート出身の男性総合格闘家。ミレティッチ・マーシャルアーツ・センター主宰。元UFC世界ウェルター級王者。UFC殿堂入り。
初代UFC世界ウェルター級王者に輝き、4度の王座防衛に成功するなど初期のUFC中量級において大きな活躍をみせ、2014年には「UFC殿堂」入りを果たしている。優秀な指導者としても知られ、現役時代より自ら主宰するミレティッチ・マーシャルアーツ・センターでは元UFC世界ウェルター級王者のマット・ヒューズを筆頭に、元UFC世界ライト級王者のジェンス・パルヴァー、元UFC世界ウェルター級王者のロビー・ローラー、元UFC世界ヘビー級王者のティム・シルビアなど数多くの選手を育成した。

## 来歴
クロアチア人の両親の間に生まれる。6歳からレスリングを始め、高校時代の寮生活ではマーク・ケアーと同室だった。高校卒業後、短大に進学してレスリングを続けるも病に倒れた母親を看病するために短大を中退し、母親の医療費を稼ぐためプロの格闘家に転向した。
1995年10月28日、アメリカ士道館主催のBattle of the Mastersで総合格闘技デビュー。優勝を飾り、以後、当時トーナメントが主流だったアメリカのローカル大会では優勝を総舐めにした。
1998年3月13日、UFC初参戦となったUFC 16で行われたライト級（後のウェルター級）トーナメントでタウンセンド・ソーンダース、クリス・ブレナンを破り優勝を果たした。
1998年10月16日、UFC Brazilの初代UFC世界ライト級王座決定戦でマイキー・バーネットと対戦し、2-1の判定勝ちを収め王座獲得に成功した。
UFC王座獲得後も並行してローカル大会に出場。修斗の中尾受太郎やペレ、田村潔司に敗退するなど取りこぼしが目立ったが、UFCのタイトル戦ではマイキー・バーネットやアンドレ・ペデネイラスなどの選手を退けて防衛を重ねた。2000年12月16日のUFC 29（東京大会）では山本喧一にフロントチョークで勝利するが、続く2001年5月4日のUFC 31でカーロス・ニュートンに敗れて王座から陥落した。
2002年3月22日、UFC 36でマット・リンドランドと対戦し、TKO負け。
2006年に旗揚げしたIFLではシルバーバックスのコーチを務め、2006年9月23日、IFLにて4年半ぶりに試合を行い、ヘンゾ・グレイシーにフロントチョークで一本負け。
2008年12月11日、2年振りに復帰し、Adrenaline MMAのメインイベントでトーマス・デニーにKO勝利を収めた。

## 戦績
| 総合格闘技 戦績 | 総合格闘技 戦績 | 総合格闘技 戦績 | 総合格闘技 戦績 | 総合格闘技 戦績 | 総合格闘技 戦績 | 総合格闘技 戦績 |
| --------------- | --------------- | --------------- | --------------- | --------------- | --------------- | --------------- |
| 38 試合         | (T)KO           | 一本            | 判定            | その他          | 引き分け        | 無効試合        |
| 29 勝           | 5               | 18              | 6               | 0               | 2               | 0               |
| 7 敗            | 3               | 3               | 1               | 0               | 2               | 0               |

| 勝敗 | 対戦相手                   | 試合結果                         | 大会名                                                                      | 開催年月日     |
| ○    | トーマス・デニー           | 2R 0:50 KO（パウンド）           | Adrenaline MMA 2                                                            | 2008年12月11日 |
| ×    | ヘンゾ・グレイシー         | 1R 3:37 フロントチョーク         | IFL: Gracie vs. Miletich                                                    | 2006年9月23日  |
| ×    | マット・リンドランド       | 1R 3:09 TKO（マウントパンチ）    | UFC 36: Worlds Collide                                                      | 2002年3月22日  |
| ○    | ショーニー・カーター       | 2R 2:42 KO（右ハイキック）       | UFC 32: Showdown in the Meadowlands                                         | 2001年6月29日  |
| ×    | カーロス・ニュートン       | 3R 2:50 サイドチョーク           | UFC 31: Locked and Loaded 【UFC世界ウェルター級タイトルマッチ】             | 2001年5月4日   |
| ○    | 山本喧一                   | 2R 1:58 フロントチョーク         | UFC 29: Defense of the Belts 【UFC世界ライト級タイトルマッチ】              | 2000年12月16日 |
| ×    | 田村潔司                   | 2R（10分/5分）終了 判定0-2       | リングス Millennium Combine III                                             | 2000年8月23日  |
| ○    | ジョン・アレッシオ         | 2R 1:43 腕ひしぎ十字固め         | UFC 26: Ultimate Field of Dreams 【UFC世界ライト級タイトルマッチ】          | 2000年6月9日   |
| ×    | ペレ                       | 1R終了時 TKO（タオル投入）       | WEF 8: Goin' Platinum 【WEFクルーザー級王座決定戦】                         | 2000年1月15日  |
| ○    | ショーニー・カーター       | 20分1R終了 判定3-0               | Extreme Challenge 27                                                        | 1999年8月21日  |
| ○    | アンドレ・ペデネイラス     | 1R 2:20 TKO（ドクターストップ）  | UFC 21: Return of the Champions 【UFC世界ライト級タイトルマッチ】           | 1999年7月16日  |
| ○    | クレイトン・ミラー         | 1R 0:40 三角絞め                 | Cage Combat 2                                                               | 1999年5月30日  |
| ×    | 中尾受太郎                 | 1R 9:22 三角絞め                 | SuperBrawl 11                                                               | 1999年2月2日   |
| ○    | ジョルジ・パチーユ・マカコ | 21分1R終了 判定3-0               | UFC 18: The Road to the Heavyweight Title 【UFC世界ライト級タイトルマッチ】 | 1999年1月8日   |
| ○    | マイキー・バーネット       | 20分1R終了 判定2-1               | UFC Brazil: Ultimate Brazil 【UFC世界ライト級王座決定戦】                   | 1998年10月16日 |
| △    | ダン・スバーン             | 20分1R終了 ドロー                | Extreme Challenge 20                                                        | 1998年8月22日  |
| ○    | アル・バック・ジュニア     | 2R 2:49 チョーク                 | Midwest Shootfighting 1                                                     | 1998年6月27日  |
| ○    | クリス・ブレナン           | 1R 9:01 変形肩固め               | UFC 16: Battle in the Bayou 【ライト級トーナメント 決勝】                   | 1998年3月13日  |
| ○    | タウンセンド・ソーンダース | 15分1R終了 判定2-1               | UFC 16: Battle in the Bayou 【ライト級トーナメント 1回戦】                  | 1998年3月13日  |
| ○    | クリス・ブレナン           | 30分1R終了 判定2-1               | Extreme Challenge Trials                                                    | 1997年11月15日 |
| △    | クリス・ブレナン           | 20分1R終了 ドロー                | Extreme Challenge 9                                                         | 1997年8月30日  |
| ○    | チャック・キム             | 1R 10:46 チョークスリーパー      | Extreme Challenge 7                                                         | 1997年6月25日  |
| ×    | マット・ヒューム           | 1R終了時 TKO（ドクターストップ） | Extreme Fighting 4                                                          | 1997年3月28日  |
| ○    | チャド・コックス           | 1R 1:39 ギブアップ（パンチ）     | Extreme Challenge 3                                                         | 1997年2月15日  |
| ○    | ポール・キンブロ           | 1R 5:13 腕ひしぎ十字固め         | Extreme Challenge 2                                                         | 1997年2月1日   |
| ○    | ジェイソン・ニコルセン     | 15分1R終了 判定3-0               | SuperBrawl 3                                                                | 1997年1月17日  |
| ○    | アール・ロークス           | 1R 7:00 V1アームロック           | Extreme Challenge 1                                                         | 1996年11月23日 |
| ○    | パット・アサローン         | 1R 4:01 腕ひしぎ十字固め         | Brawl at the Ballpark 1                                                     | 1996年9月1日   |
| ○    | マット・アンダーセン       | 1R 5:21 ギブアップ（パンチ連打） | Gladiators 1                                                                | 1996年7月26日  |
| ○    | 松本保則                   | 1R 16:50 TKO（ドクターストップ） | Quad City Ultimate 2                                                        | 1996年5月11日  |
| ○    | アンドレイ・ドゥドコ       | 1R 2:49 チョークスリーパー       | Battle of the Masters 2                                                     | 1996年2月10日  |
| ○    | ボブ・ゴールソン           | 1R 2:20 KO                       | Battle of the Masters 2                                                     | 1996年2月10日  |
| ○    | リック・グレイブソン       | 1R 0:46 チョークスリーパー       | Battle of the Masters 2                                                     | 1996年2月10日  |
| ○    | リック・グレイブソン       | 1R 1:53 チョークスリーパー       | Quad City Ultimate 1                                                        | 1996年1月20日  |
| ○    | エド・マクレナン           | 1R 1:28 腕ひしぎ十字固め         | Quad City Ultimate 1                                                        | 1996年1月20日  |
| ○    | ケビン・マリノ             | 1R 3:49 チョークスリーパー       | Battle of the Masters 1 【決勝】                                            | 1995年10月28日 |
| ○    | アンジェロ・リベラ         | 1R 1:40 チョークスリーパー       | Battle of the Masters 1 【準決勝】                                          | 1995年10月28日 |
| ○    | 松本保則                   | 1R 7:40 チョークスリーパー       | Battle of the Masters 1 【1回戦】                                           | 1995年10月28日 |

## 獲得タイトル
- Battle of the Masters 1 優勝（1995年）
- UFC 16ライト級トーナメント 優勝（1998年）
- 初代UFC世界ウェルター級王座（1998年）

## 表彰
- UFC殿堂入り（2014年）
- RFA 特別功労賞（2013年）
- SHERDOG トレーナー・オブ・ザ・イヤー（2003年）
- ブラジリアン柔術 黒帯
- 首里流空手 黒帯